# 篠原雅武
篠原 雅武（しのはら まさたけ、1975年 - ）は、日本の社会哲学、思想史研究者。

## 略歴
神奈川県生まれ。1999年京都大学総合人間科学部卒。
2004年同大学院人間・環境学研究科博士課程単位指導認定退学。
2007年「空間の政治理論 公的なるものの条件についての探究」で博士（人間・環境学）。
2012年4月から2017年3月、大阪大学大学院国際公共政策研究科特任准教授。2019年4月から京都大学総合生存学館（思修館）特定准教授。

## 著書
- 『公共空間の政治理論』（人文書院） 2007
- 『空間のために 遍在化するスラム的世界のなかで』（以文社） 2011
- 『全-生活論 - 転形期の公共空間』（以文社） 2012
- 『生きられたニュータウン - 未来と空間の哲学』（青土社） 2015
- 『複数性のエコロジー - 人間ならざるものの環境哲学』（以文社） 2016
- 『人新世の哲学 - 思弁的実在論以後の「人間の条件」』（人文書院） 2018
- 『「人間以後」の哲学』（講談社） 2020

## 翻訳
- 『政治的なものについて - 闘技的民主主義と多元主義的グローバル秩序の構築』（シャンタル・ムフ、酒井隆史監訳、明石書店、ラディカル・デモクラシー） 2008
- 『スラムの惑星 - 都市貧困のグローバル化』（マイク・デイヴィス、酒井隆史監訳、丸山里美共訳、明石書店） 2010
- 『革命資本主義に亀裂をいれる』（ジョン・ホロウェイ、高祖岩三郎共訳、河出書房新社） 2011
- 『フリーダム・ドリームス - アメリカ黒人文化運動の歴史的想像力』（ロビン・D・G・ケリー、高廣凡子共訳、人文書院） 2011
- 『いくつもの声 - ガヤトリ・C・スピヴァク日本講演集』（ガヤトリ・C・スピヴァク、星野俊也, 本橋哲也共訳、人文書院） 2014
- 『社会の新たな哲学 - 集合体、潜在性、創発』（マヌエル・デランダ、人文書院） 2015
- 『自然なきエコロジー - 来たるべき環境哲学に向けて』（ティモシー・モートン、以文社） 2018

## 参考
- セブンネット